# 海の洗礼
『海の洗礼』（うみのせんれい、Anna Christie）は、サイレント時代の1923年に公開されたアメリカ合衆国の映画で、1921年に公開された同じ原題のユージン・オニール作の演劇『アンナ・クリスティ (Anna Christie)』に基づく最初の映画化となったドラマ映画であり、ブランチ・スウィートとウィリアム・ラッセルが主演した。
監督はジョン・グリフィス・レイ、プロデューサーはトーマス・H・インスのファースト・ナショナル映画作品で、原題が同じであるユージン・オニールの戯曲『アンナ・クリスティ』を基にブラッドリー・キングが脚本を書いた。トーマス・H・インス社 (Thomas H. Ince Inc.) は、戯曲の映画化権を獲得するために、当時としては天文学的な金額だった35,000ドルを支払った。
現存する唯一のプリントは、1970年代にヨーロッパで発見されたものである。

## あらすじ
船乗りのクリス・クリストファーソンは、兄弟や息子たちを海難で失い、また航海中に妻にも先立たれ、海を恨むようになっていたが、他にできる仕事もなく船乗りを続けていた。ただ一人の身内となった娘アンナは、海から遠いミネソタ州にある親戚の農家に預けられたが、やがて成人した彼女は身を持ち崩し、また闘病も経て、ニューヨークへと向かう。

## キャスト

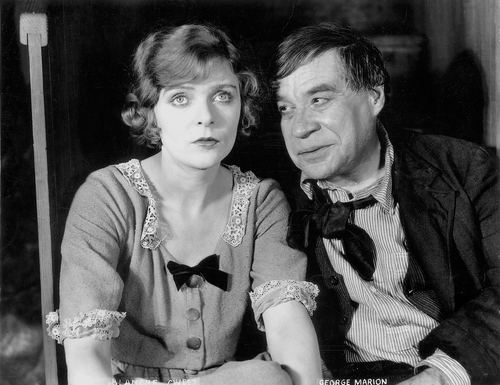
ブランチ・スウィートとジョージ・マリオン・シニア。

- ブランチ・スウィート - アンナ・クリスティ (Anna Christie)
- ウィリアム・ラッセル - マット・バーク (Matt Burke)
- ジョージ・F・マリオン（英語版） - クリス・クリストファーソン (Chris Christopherson)
- ユージニー・ベッセラー（英語版） - マーシー (Marthy)
- チェスター・コンクリン - トミー (Tommy)
- フレッド・コーラー（英語版） - 端役
- ヴィクター・ポテル（英語版） - 端役
- ジョージ・シーグマン - アンナのおじ (Anna's uncle)
- ラルフ・イアズリー（英語版） - 乱暴ないとこ (The Brutal Cousin)